# Esan
Das Esan ist eine edoide Sprache in Nigeria.
Es ist eine Tonsprache und hat eine vergleichsweise reiche Literatur, so gibt es Wörterbücher und Grammatiktexte in der Sprache Esan, was dem Volk der Esan hilft, ihre Schriftsprache auch schreiben zu können; es gibt eine hohe Analphabetenquote unter den Esan. Die Sprache hat eine große Zahl an Dialekten, einschließlich Ẹkpoma, Ewohimi, Ẹkpọn, and Ohordua. Die meisten jährlichen Esan-Königsratstreffen werden daher aus diesem Grund fast ausschließlich in Englisch abgehalten.
Das Wort ‘gbe’ hat die höchste Verwendungsrate in Esan und gleichzeitig bis zu 76 verschiedene Bedeutungen in einem normalen Wörterbuch. Viele Namen beginnen mit der Vorsilbe Ọsẹ; Ẹhi, Ẹhiz oder Ẹhis; und Okoh (männlich), Ọmọn (weiblich) sind die verbreitetsten in Esan: Ẹhizọkhae, Ẹhizojie, Ẹhinọmẹn, Ẹhimanre, Ẹhizẹle, Ẹhimẹn, Ẹhikhayimẹntor, Ẹhikhayimẹnle, Ẹhijantor und Ehicheoya; Ọsẹmundiamẹn und Ọsẹmhẹngbe; Okosun, Okojie, Okodugha, Okoemu, Okouromi, Okougbo, Okoepkẹn, Okoror, Okouruwa und Oriaifo. Zu jedem Oko-, 'Ọm-' kann das Suffix des Namens hinzugefügt, um die weibliche Version – wie Ọmosun und Ọmuromi – zu erreichen.

## Alphabet
Esan verwendet verschiedene Schriften und Alphabete, die Lateinschrift ist die am häufigsten verwendete Schrift und hat eine Gesamtzahl von 25 Buchstaben:
a, b, d, e, ẹ, f, g, h, i, j, k, l, m, n, o, ọ, p, r, s, t, u, v, w, y, z.
Der Digraph besteht aus 10 Arten von Doppelbuchstaben:
bh, gb, gh, kh, kp, kw (rarely used), mh, nw, ny, sh.
e.g.
Bhi, Ibha,
Gbe, Agba
Gha, Ughe
Khu, Akhuẹ
Kpa, Ẹkpoma
Emhin
Nwẹn
Nyẹn
Shi
A E E I O O U

## Esan-Schrift
- The Esan Alphabet
- The Esan Alphabet 2

## Esan-Orakel
- Oracle 1
- Oracle 2
- Oracle 3
- Oracle 4
- Oracle 5